# Vendula Knopová
Vendula Knopová (* 1987) je česká fotografka známá pro svou výraznou práci v různých oblastech fotografie, včetně módní fotografie a osobních projektů.

## Životopis
Narodila se v roce 1987 a dokončila studium fotografie na Fakultě multimediálních komunikací na Univerzitě ve Zlíně. Knopová získala uznání pro svůj talent a kreativitu, když vyhrála prestižní cenu Frame Award. Její práce ukazuje originální přístup a často zahrnuje prvky humoru. Fotografie Venduly Knopové byly vystaveny na výstavách a publikacích a získala uznání za svůj přínos v oblasti fotografie. Byla jmenována Fotografkou roku na Czech Grand Design Awards a její práce byla prezentována na renomovaném festivalu Hyères. S důrazem na módní fotografii přináší Knopová do žánru svěží pohled, zachycuje okamžiky, které kombinují uměleckost a vyprávění příběhu. Její obrazy často vyjadřují hravost a evokují emoce u diváků. Kromě módní práce Knopová zkoumá i jiné oblasti fotografie, včetně reklamní fotografie. Má cit pro detail a tvůrčí svobodu aplikuje ve svých projektech.

## Výstavy
- Jdou dva a prostřední spadne / Two People are Walking and The Middle One Falls Down, Fait Gallery PREVIEW, Brno, 29. 5. – 13. 9. 2013, kurátor: Tomáš Pospěch